# Druzhkivka
Druzhkivka (em ucraniano:  Дружківка, em russo:  Дружковка, Druzhkovka) é uma cidade da Ucrânia, situada no Oblast de Donetsk. Tem 36,03 km² de área e sua população em 2025 foi estimada em 30.500 habitantes.